# إيما فوي
إيما فوي (بالإنجليزية: Emma Foy)‏ هي دراجة نيوزيلندية، ولدت في 6 أبريل 1989 في Dargaville ‏ في نيوزيلندا.

## روابط خارجية
- إيما فوي على موقع Paralympic.org (الإنجليزية)
- إيما فوي على موقع اللجنة البارالمبية النيوزيلندية (الإنجليزية)